# Mount Fulton
Mount Fulton är ett berg i Antarktis. Det ligger i Västantarktis. Inget land gör anspråk på området. Toppen på Mount Fulton är 900 meter över havet.
Terrängen runt Mount Fulton är varierad. Trakten är obefolkad. Det finns inga samhällen i närheten.